# 3956 Caspar
A 3956 Caspar (ideiglenes jelöléssel 1988 VL1) a Naprendszer kisbolygóövében található aszteroida. Poul Jensen fedezte fel 1988. november 3-án.